# Parafia św. Marcina z Tours w Nowogródku
Parafia św. Marcina z Tours w Nowogródku – była parafia Kościoła Starokatolickiego w RP działająca na terenie Białorusi. Była to jedyna placówka tego Kościoła na Białorusi. W roku 2017 na terenie Białorusi mieszkało ok. 50 starokatolików. Msze św. w obrządku ambrozjańskim były sprawowane w języku łacińskim. Parafia w swojej obrzędowości posługiwała się kalendarzem juliańskim (podobnie jak prawosławni).

## Historia parafii
Parafia starokatolicka św. Marcina z Tours została zorganizowana w 2005 przez 15 katolików, którzy zakwestionowali nieomylność papieża oraz dogmat o Niepokalanym Poczęciu Najświętszej Maryi Panny. Początkowo społeczność miała charakter wspólnoty modlitewnej i opierała się na duchowości przedsoborowej. 18 lutego 2012 biskup Apostolskiej Cerkwi Prawosławnej (Апостольская православная церковь) na prośbę wspólnoty, wyświęcił na duchownego Dymitryja Bondara, który podjął się budowy niezależnego wyznania starokatolickiego, pozostając w niezależności do prawosławnego patriarchy. W 2012 społeczność starokatolicka zwróciła się do bp. Marka Kordzika z prośbą o przyjęcie parafii pod swoją jurysdykcję, co nastąpiło we wrześniu 2013. W grudniu 2017 roku cofnięto parafii jurysdykcję Kościoła Starokatolickiego w Polsce i parafia pozostaje niezależna.